# R del Linx
R del Linx (R Lyncis) és un estel variable a la constel·lació del Linx. Massa allunyada perquè el satèl·lit Hipparcos poguera mesurar de forma fiable la seua paral·laxi, la seva distància al sistema solar s'estima entre 2.800 i 3.100 anys llum.
De tipus espectral S2.5,5e-S6,8e, R Lyncis és un estrella de tipus S, una gegant vermella similar a les de tipus M, però en l'espectre de les quals els òxids dominants són els formats per metalls del cinquè període de la taula periòdica. Una altra característica d'aquesta classe d'estels és la pèrdua de massa estel·lar, que en el cas d'R Lyncis s'estima en ~ 3,5 × 10-7 vegades la massa solar per any. Així mateix, R Lyncis és un estel molt lluminós, d'entre 5.600 i 9.300 vegades més que el Sol. Diferents mesures del seu diàmetre angular mitjançant interferometria donen valors entre 5,23 i 6,10 mil·lisegons d'arc, cosa que permet estimar el seu diàmetre real de forma aproximada en uns 550 radis solars.
R Lyncis és una variable Mira la lluentor de la qual oscil·la entre magnitud +7,2 i +14,3 al llarg d'un període de 378,75 dies. En les variables Mira —l'arquetip de les quals és Mira (ο Ceti)— la inestabilitat prové de pulsacions en la superfície estel·lar, cosa que provoca canvis de color i lluentor. Algunes d'elles, entre les quals s'hi troba R Lyncis, mostren emissió màser de SiO.